# Purpureocillium lilacinum
Purpureocillium lilacinum és una espècie de fongs filamentosos dins la família Ophiocordycipitaceae dins el gènere Purpureocillium, un fong comú sapròfit. S'ha aïllat de molts hàbitats incloent sòls cultivats i no cultivats, boscos, prats, deserts, sediments, estuaris i insectes. A més s'ha detectat en la rizosfera de molts cultius. El seu interval de temperatures on creix és ampli i l'òptim és entre 26 a 30 °C. també té un ampli rang de pH i pot créixer en molts substrats. P. lilacinum mostra resultats prometedors en el control biològic de les plagues en concret dels nematodes de les arrels.

## Taxonomia i filogènia
L'espècie va ser descrita pel micòleg Charles Thom el 1910, sota el nom de Penicillium lilacinum. Taxonomic synonyms include Penicillium amethystinum Wehmer and Spicaria rubidopurpurea Aoki. El 1974, Charles Thom va transferir-lo al gènere Paecilomyces. A la dècada del 2000 es va veure que no era un gènere monofilètic, i que els seus parents és propers eren Paecilomyces nostocoides, Isaria takamizusanensis iNomuraea atypicola. Es va crear un nou gènere: Purpureocillium. El nom del gènere es refereix als conidis porpra.

## Descripció
Purpureocillium lilacinum forma un miceli dens que dona lloc a conidiòfors. Les hifes vegetatives tenen les parets llises (hialines) i fan 2.5–4.0 µm d'amplada.
Purpureocillium lilacinum és molt adaptable depenent de la disponibilitat de nutrients en el seu ambientpot ser un fong entomopatogen, micoparàsit, sapròfit, o nematòfag.

## Patogen en humans
Purpureocillium lilacinum és una causa infreqüent de malaltia en humans. La majoria dels casos es donen en pacients amb el sistema immunitari afectat o en implants de lents intraoculars.

## Agent de biocontrol

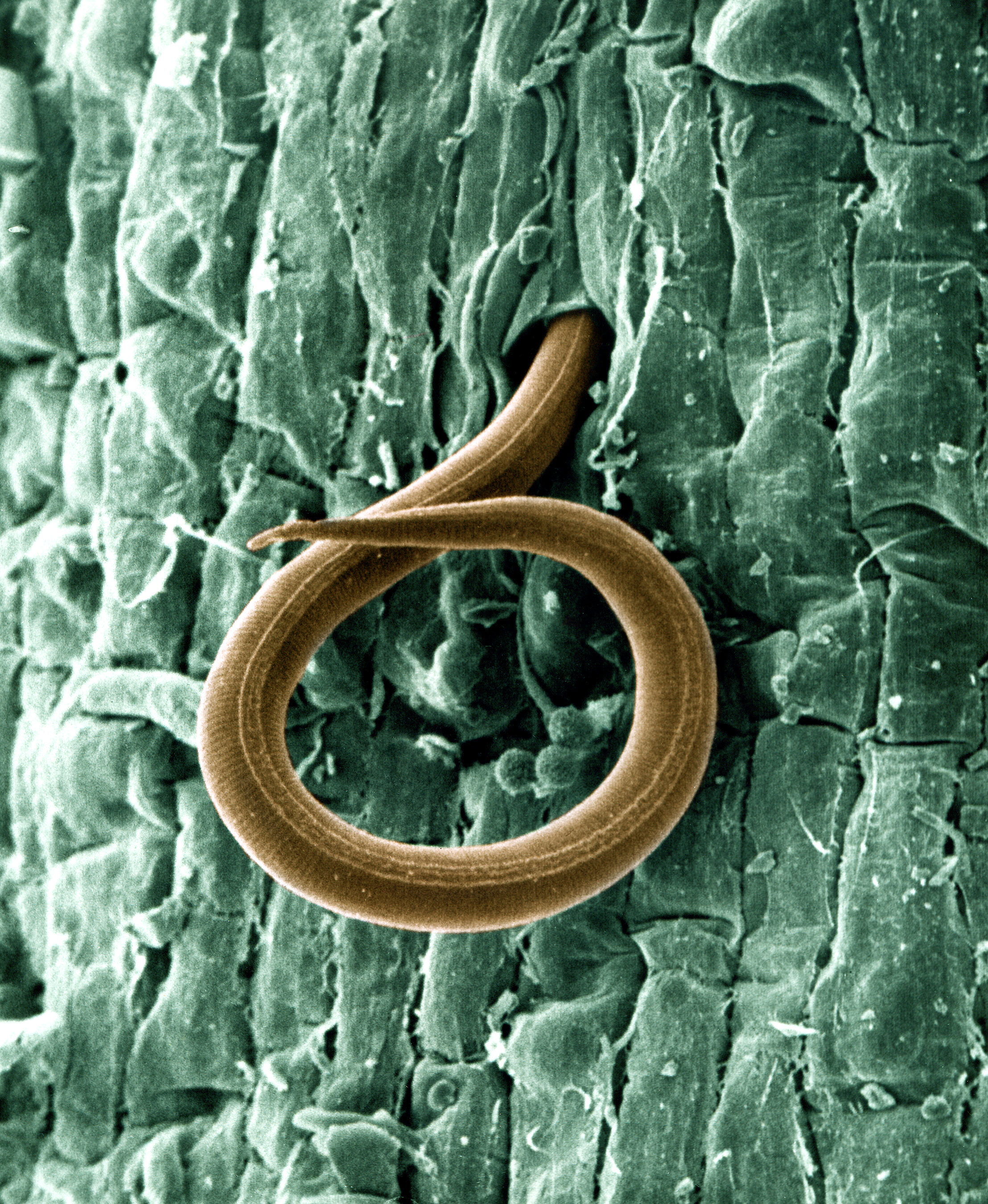
P. lilacinum usat contra Meloidogyne incognita.

Els nematodes paràsits de les plantes causen pèrdues econòmiques significatives. Purpureocillium lilacinum es va observar en ous de nematodes l'any 1966 i en ous de Meloidogyne incognita al Perú. De vegades els fongs aïllats que funcionen in vitro o en hivernacle no ho fan en el camp.
S'han estudiat molts enzims produïts per P. lilacinum per estudiar l'eficàcia en el biocontrol.

## Micotoxines
La paecilotoxina és una micotoxina aïllada d'aquest fong.